# Financije
Financije su područje ekonomije koje se bavi proučavanjem tržišta novca i kapitala te njihove distribucije.  Financije su najstarija disciplina ekonomske znanosti. Glavna područja financija uključuju: poslovne financije, osobne financije, javne financije, fiskalne financije, monetarne financije. 

## Vanjske poveznice
- Financijski rječnik najvažnijih pojmova  Arhivirana inačica izvorne stranice od 8. travnja 2016. (Wayback Machine)